# Wout Zijlstra
Wout Zijlstra (ur. 4 sierpnia 1964, Wolsum, prowincja Fryzja) – holenderski profesjonalny strongman i zawodnik Highland games.
Jeden z najlepszych holenderskich strongmanów w historii tego sportu. Mistrz Holandii Strongman w roku 2001. Drugi Wicemistrz Świata Strongman 1998. Drużynowy Mistrz Świata Par Strongman 1998.

## Życiorys
Wout Zijlstra zadebiutował jako siłacz w wieku 22 lat, w 1986 r.
W Drużynowych Mistrzostwach Świata Par Strongman 2007 nie zakwalifikował się do finału.
Wymiary:
- wzrost 197 cm
- waga 135 - 140 kg

## Osiągnięcia strongman
- 1994
  - 3. miejsce - Mistrzostwa Holandii Strongman
- 1997
  - 4. miejsce - Mistrzostwa Europy Strongman 1997
  - 5. miejsce - Drużynowe Mistrzostwa Świata Par Strongman 1997 (z Berendem Venebergiem), Finlandia
- 1998
  - 1. miejsce - Drużynowe Mistrzostwa Świata Par Strongman 1998 (z Berendem Venebergiem), Holandia
  - 3. miejsce - Mistrzostwa Świata Strongman 1998, Maroko
- 1999
  - 4. miejsce - Drużynowe Mistrzostwa Świata Par Strongman 1999 (z Berendem Venebergiem), Chiny
- 2000
  - 3. miejsce - Drużynowe Mistrzostwa Europy Par Strongman 2000, Finlandia
  - 3. miejsce - Drużynowe Mistrzostwa Świata Par Strongman 2000 (z Berendem Venebergiem), Węgry
- 2001
  - 7. miejsce - Mistrzostwa Europy Strongman 2001, Finlandia
  - 1. miejsce - Mistrzostwa Holandii Strongman
  - 3. miejsce - Drużynowe Mistrzostwa Świata Par Strongman 2001 (z Jarno Hamsem), Polska
  - 6. miejsce - Super Seria 2001: Praga
  - 8. miejsce - Mistrzostwa Świata Strongman 2001, Zambia
  - 5. miejsce - Super Seria 2001: Sztokholm
- 2002
  - 2. miejsce - Drużynowe Mistrzostwa Świata Par Strongman 2002 (z Berendem Venebergiem), Holandia